# Vampire Boys
Vampire Boys es una película estadounidense del 2011 dirigida por Charlie Vaughn.

## Trama
La trama  se centra en Jasin, un joven que junto con sus amigos vampiros, busca desesperadamente a su alma gemela para completar un ritual que le otorgará la inmortalidad plena. La búsqueda de esta alma gemela es crucial, ya que Jasin necesita encontrar a un humano dispuesto a unirse a él en su vida eterna antes de que expire un plazo establecido. El conflicto principal surge cuando Jasin se encuentra con Caleb, un joven atractivo y recién llegado a la ciudad, que podría ser la persona que ha estado buscando.

## Temática
La película aborda temas de amor, inmortalidad y la lucha entre los deseos personales y los deberes impuestos por la naturaleza vampírica. A lo largo de la película, se desarrollan relaciones complejas y dinámicas entre los personajes, explorando la tensión entre el amor verdadero y la sed de sangre que define la existencia de los vampiros.

## Desarrollo
La dirección de Charlie Vaughn se caracteriza por su enfoque en las relaciones interpersonales y la creación de una atmósfera oscura y romántica. El guion, escrito por David S. Sterling, mezcla elementos de romance y terror, aunque algunos críticos han señalado que la narrativa podría beneficiarse de un desarrollo más profundo de los personajes y de una mayor originalidad en la trama. La producción, con un presupuesto modesto, se destaca por sus esfuerzos para crear una estética gótica y evocadora.

## Reparto
- Jason Lockhart como Jasin
- Christian Ferrer como Caleb
- Dylan Vox como Logan
- Jess Allen como Dane
- Tanner Acord como Adam
- Ryan Adames como Paul
- Zasu como Tara
- Greg McKeon como Eli
- Walter Delmar como Trevor
- Marlene Mc'Cohen como Jen
- Michael Shoel como Chub
- Creep Creepersin como Clete
- Buz Wallick como Cleb
- Shana Eva como Cassandra
- Jennifer Hanley como la presa de Naran
- Charlie Vaughn como Naran[5]

## Secuela
En 2013, el director Steven Vasquez hizo una secuela llamada Vampire Boys 2: The New Brood.